# 釋東初
釋東初（1908年9月22日—1977年12月15日），俗姓范，法名鐙朗，法號東初，人稱鐙朗東初，江蘇泰縣人，為近代著名的佛教禪師。為太虛大師門徒，又因在臨濟宗的常州天寧寺參學，承繼曹洞宗與臨濟宗法脈。被尊稱為東初禪師、東初老人、東初長老。
東初為法鼓山創辦人聖嚴法師與慈光山創辦人聖開法師、煮雲法師的入門師父，其身後由弟子聖嚴承繼道場並以此發展為法鼓山。

## 簡介
1920年於江蘇觀音庵靜禪法師剃髮，屬於臨濟宗系脈。1928年前往鎮江竹林寺靄亭法師開辦的佛學院就讀。1929年於寶華山受具足戒，1930年至安徽九華山佛學院及福建廈門閩南佛學院就讀，1934年自閩南佛學院畢業。
1935年於鎮江定慧寺協助焦山佛學院辦學教學，受智光和尚付法，承繼曹洞宗法脈。1944年任焦山佛學院副院長。1946年擔任定慧寺方丈兼焦山佛學院院長，付法曹洞宗法脈給圓湛、戒證、茗山、介如，發行《中流月刊》。太虛大師委請東初主辦中國佛教會會務人員訓練班，集比丘兩百餘人於一堂，進行行政工作訓練，亦購置織布機等器具，倡導僧眾們工讀自謀生計。1947年當選為中國佛教會常務理事兼駐會委員。1948年辭退方丈，遊化京滬，在靜安寺初遇聖嚴法師。

### 隨軍抵台

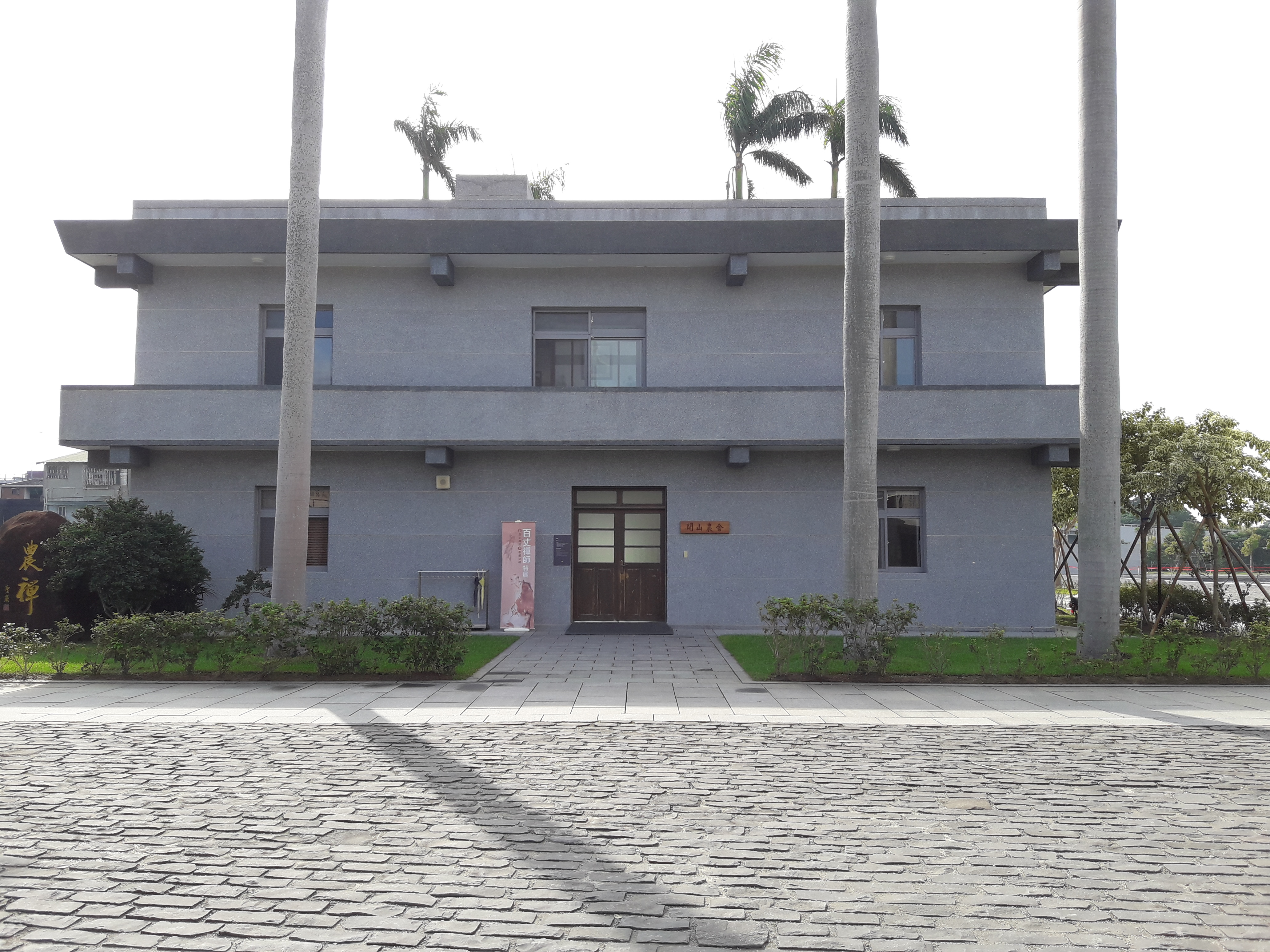
農禪寺開山農舍，由東初領弟子興建，其身後成為聖嚴與其追隨者創立法鼓山前的據點。

1949年抵台，同時將中國佛教會招牌遷帶來台，時東老任中國佛教會常務理事；同年假北投法藏寺創辦《人生雜誌》，聘請圓光寺妙果老和尚擔任首任社長，得到慈航、圓明、守成、成一等諸位法師贊助。
1950年閉關於北投法藏寺閱讀三藏，為期3年。1951年，《人生》每月定期出刊，東初每期皆發表文章。掩關期間有煮雲、廣慈、演培法師、朱斐、楊白衣居士等道友前往叩關，領受教誨。1952年幻生法師、印順法師為《人生》編輯寫稿，聖嚴法師與同學一起至法藏寺關房向東初老人拜年。1954年1月10日，東初出關，由智光法師為其說法開關，南亭、太滄、印順、白聖、道安法師等僧俗三百餘人來賀喜，星雲法師為《人生》主編撰文紀錄。
1955年興建中華佛教文化館，作為推展佛教文化、展現佛教藝術與博大之美、教育等弘法利生之基地。文化館建好後，辦學、辦雜誌、出書刊，從日本請到了一套《大正大藏經》，共八十五函，一三五二〇卷，影印大藏經推廣。當時一套藏經所費不貲，佛教界組成環島訪問團，至寺院宣傳勸購，總計影印一百冊。聘煮雲為《人生》南部編輯主任，與星雲、張若虛居士同行，環島一周旅行，受到宜蘭念佛會、羅東白蓮寺、蘇澳白雲寺、花蓮東淨寺、台東海山寺鳳山蓮社熱情接待，應邀去花蓮監獄、屏東監獄，為受刑人講經。先後創辦《佛教文化》季刊，每年舉辦冬令賑濟。1967年應中華學術院之聘，任該院佛學研究所顧問。1977年12月15日，無疾坐化，世壽六十九歲。

## 著作
東初禪師以太虛大師逝後的佛教改革事業追隨者為職志，畢生推行佛教文化，著有《佛教與中國文化》、《佛法真義》、《菩薩真義》及《禪學真義》等膾炙人口的書籍。